# Antiroman
Antiroman, u književnosti, prozno djelo koje napušta odlike tradicionalnog romana, poput radnje, dijaloga, i prikaza unutarnjih stanja likova.
Pojam je u suvremenu književnu teoriju uveo francuski književnik i kritičar Jean-Paul Sartre, u predgovoru za Portret nepoznatog čovjeka (Portrait d’un inconnu, 1948.) autorice Nathalie Sarraute. U početku se termin vezao uglavnom uz francuski nouveau roman 1950.-ih, i autore kao što su Allain Robbe-Grillet, Nathalie Sarraute i Michael Butor. Kasnije se počeo koristiti i za druge prozne eksperimente koje su donijeli Flann O'Brien, Vladimir Nabokov, B. S. Johnson i Christine Brooke-Rose.
Odlikuje ga nepostojanje radnje i zapleta u klasičnom smislu, minimalno bavljenje razvojem likova te eksperimenti s vokabularom i sintaksom. Može imati nekoliko različitih početaka i završetaka. Iskustvo likova često je fragmentirano ili iskrivljeno, a događaji se prikazuju izvan kronološkog toka. Nerijetko se problematizira i sama ideja likova s jedinstvenom i stabilnom ličnosti. U ekstremnim primjerima, antiroman sadrži i prazne stranice, stranice koje se može istrgnuti, crteže ili piktograme i dr.
Preteče antiromana sežu u 18. stoljeće, i glasoviti Tristram Shandy britanskog autora Laurencea Sternea, koji se kroz pretjerane digresije komično poigrava s načelima žanra, čitateljevim očekivanjima i prirodom pisanja proze. Antiromanu prethode i inovacije nastale u vrijeme modernizma, kao što je odsutnost pripovijedanja u romanu Valovi (Waves) Virginije Woolf.